# اقرط
 اقرط هي إحدى القرى اللبنانية من قرى جبل عامل في محافظة الجنوب.